# 秋元正國
秋元 正國（あきもと まさくに、1950年または1951年 - ）は、日本の地方公務員。元福島県土木部長。瑞宝小綬章受章。

## 人物・経歴
東北大学工学部卒業、福島県庁入職、県中建設事務所長、土木部都市領域総括参事等を経て2007年 (平成19年) 7月 蛭田公雄の後任として福島県土木部長、県道路公社理事長を兼務 。2010年3月 土木部長を原利弘と交代し福島県庁退職。
県退職後は福島県都市公園・緑化協会理事長、楢葉町復興まちづくり検討委員会委員長、福島県双葉地方町村会常務理事を務め、とりわけ東日本大震災からの復興事業に貢献。

## 栄典
2021年 春の叙勲で地方自治功労により瑞宝小綬章受章。